# Brodaliszki
Brodaliszki (lit. Bradeliškės) − wieś na Litwie, w rejonie wileńskim, 1 km na północny zachód od Duksztów, zamieszkana przez 2 ludzi. 
W II Rzeczypospolitej zaścianek Brodaliszki należał do powiatu wileńsko-trockiego w województwie wileńskim.